# Lagocephalus gloveri
Lagocephalus gloveri är en fiskart som beskrevs av Abe och Tabeta 1983. Lagocephalus gloveri ingår i släktet Lagocephalus och familjen blåsfiskar. IUCN kategoriserar arten globalt som otillräckligt studerad. Inga underarter finns listade i Catalogue of Life.